# Торжокское золотное шитьё
Торжо́кское золо́тное шитьё — русский народный художественный промысел в городе Торжке Тверской области, Россия.

## История
Промысел известен с XIII века. 
Археологами в слое золы, оставшейся от пожара 1238 года, был обнаружен клад, состоящий из серебряных украшений, серебряного лома и фрагментов женской одежды с нашивными серебряными и позолоченными накладками. Женское ручное шитье золотыми и серебряными нитями обслуживало спрос, главным образом, богатого купечества, бояр и княжеских дворов.
Наибольшее развитие получил во второй половине XVIII — первой половине XIX веков. Тогда торжокские мастерицы вышивали головные уборы, кисейные рукава, передники, пояса, сафьяновую обувь, кошельки, детали народного костюма и предметы церковного обихода. Поступали заказы от императорского двора.
Во второй половине XIX столетия из-за смены моды, а также высокой стоимости спрос на золотную вышивку упал.
Сохранением традиции золотного шитья озаботилась новоторжокская земская управа, открывшая в 1894 году мастерские и обеспечившая сбыт. На рубеже XIX—XX веков искусство было отмечено высшими наградами на выставках в Париже, Лондоне и Турине.
В 1923 году мастерские получили профессионально-техническую школу для подготовки инструкторов по вышивке, а в 1928 году её выпускники объединились в торжокскую золотошвейную артель имени 8 Марта, выпускавшую знаки отличия для Красной армии и небольшое количество традиционные изделий — тюбетейки, бювары, декоративные подушки, сумочки.
В 1960 году образовалась Фабрика имени 8 Марта, выпускающая знаки отличия Советской армии и малыми тиражами закладки, панно, очешники.
В последние годы возобновилось шитьё церковных облачений и утвари, вышиваются знаки различия для Российской армии, эмблемы, сувениры.
В настоящее время художественные изделия выпускает фабрика «Торжокские золотошвеи», при которой открыты «Музей золотного шитья» и «Дом Пояса». Профессиональные кадры для фабрики готовит городское училище.

## Орнамент
В XIX веке для плотных тканей применялся, в основном, «кованый шов» и шов «в прикреп» по настилу. Наиболее характерными были растительные узоры, основным мотивом которых была ветка розы с цветами, бутонами и листьями, дополненные завитками, усиками, блёстками, которые смягчали переход от рельефного орнамента к фону. В конце 1940-х — начале 1950-х годов в растительные узоры стали вводить также элементы советской символики — звёзды, серп и молот.